# Gaetano Motelli

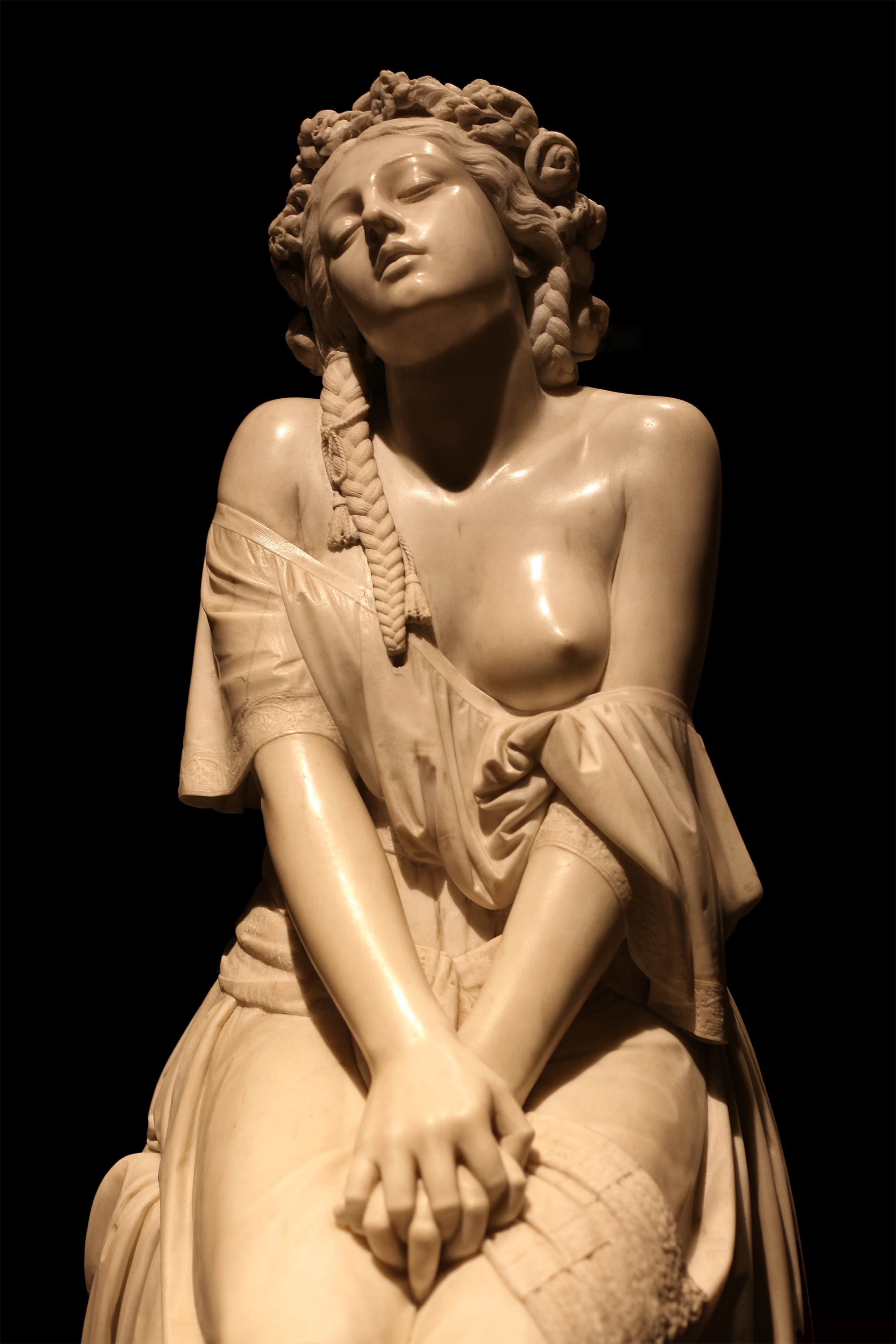
De bruid van het Hooglied (1854)

Gaetano Motelli (Milaan, 15 december 1805 – Besana, 27 mei 1858) was een Italiaans beeldhouwer.

## Leven
Motelli begon op 16 jaar een kunstopleiding en verhuisde naar Rome om zich te vervolmaken. Terug in Milaan wierp hij zich op als een verfijnd beeldhouwer. Met De bruid van het Hooglied was hij aanwezig op de Parijse salon van 1855, als onderdeel van de wereldtentoonstelling, en hij exposeerde ook in Londen en New York. Tot zijn voornaamste werk behoort een beeldengroep van Paolo en Francesca naar De goddelijke komedie van Dante. Hij stierf 52 jaar oud nadat hij zijn geliefde en zijn zoon was verloren.